# 1981年臺灣
|        | 臺灣歷史 \| 台灣歷史年表 |
| 世纪： | 19世纪臺灣 \| 20世纪臺灣 \| 21世纪臺灣 |
| 年代： | 1950年代臺灣 \| 1960年代臺灣 \| 1970年代臺灣 \| 1980年代臺灣 \| 1990年代臺灣 \| 2000年代臺灣 \| 2010年代臺灣                                           |
| 年份： | 1976年臺灣 \| 1977年臺灣 \| 1978年臺灣 \| 1979年臺灣 \| 1980年臺灣 \| 1981年臺灣 \| 1982年臺灣 \| 1983年臺灣 \| 1984年臺灣 \| 1985年臺灣 \| 1986年臺灣 |
| 纪年： | 辛酉年（鸡年）、中華民國70年 |

## 政府

### 國家正副元首

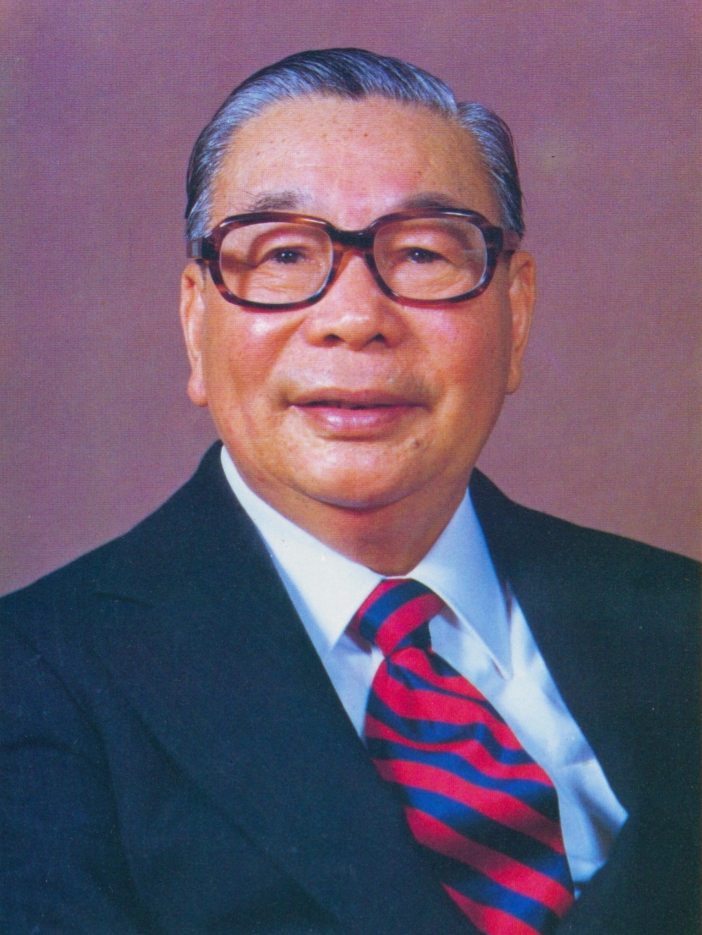
總統：蔣經國
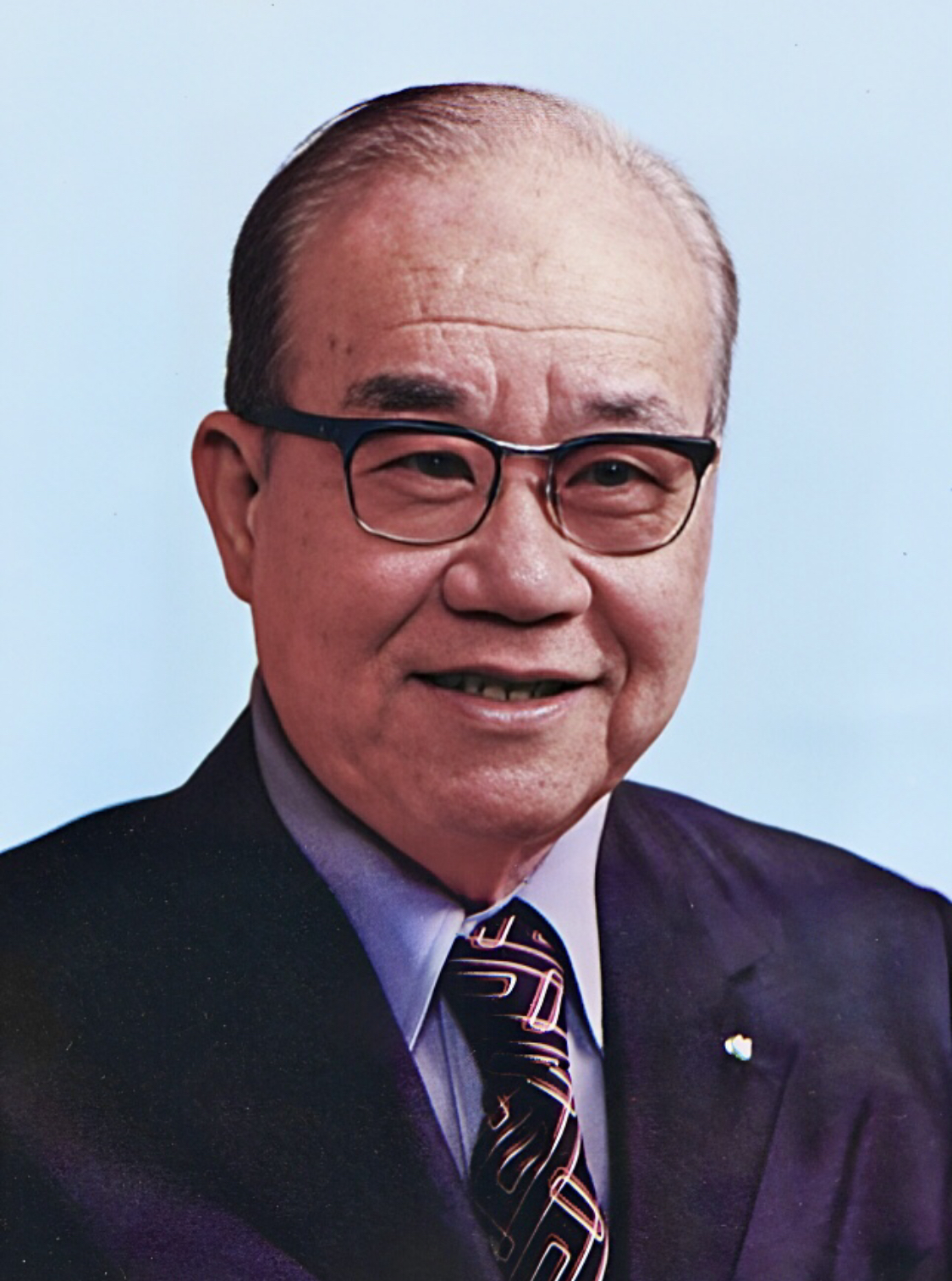
副總統：謝東閔

### 五院首長

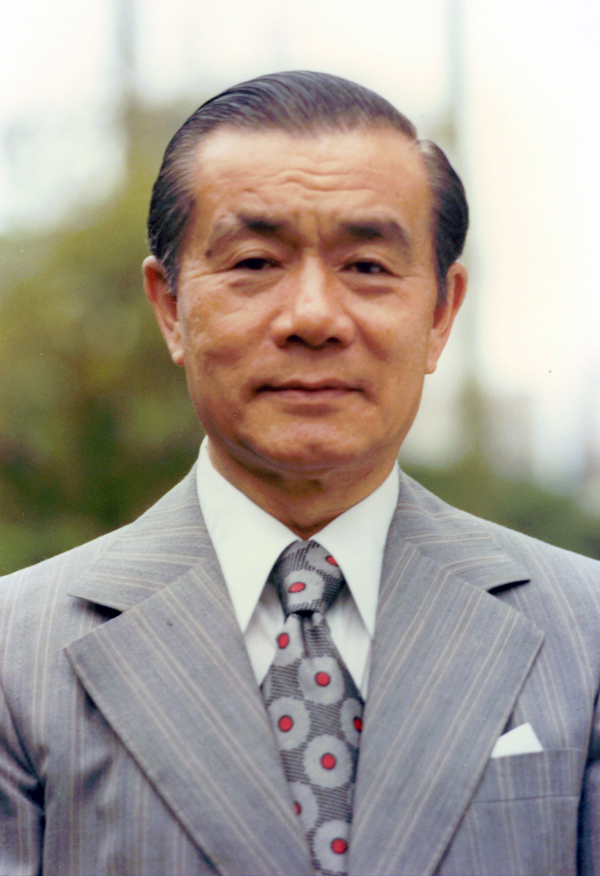
行政院院長：孫運璿
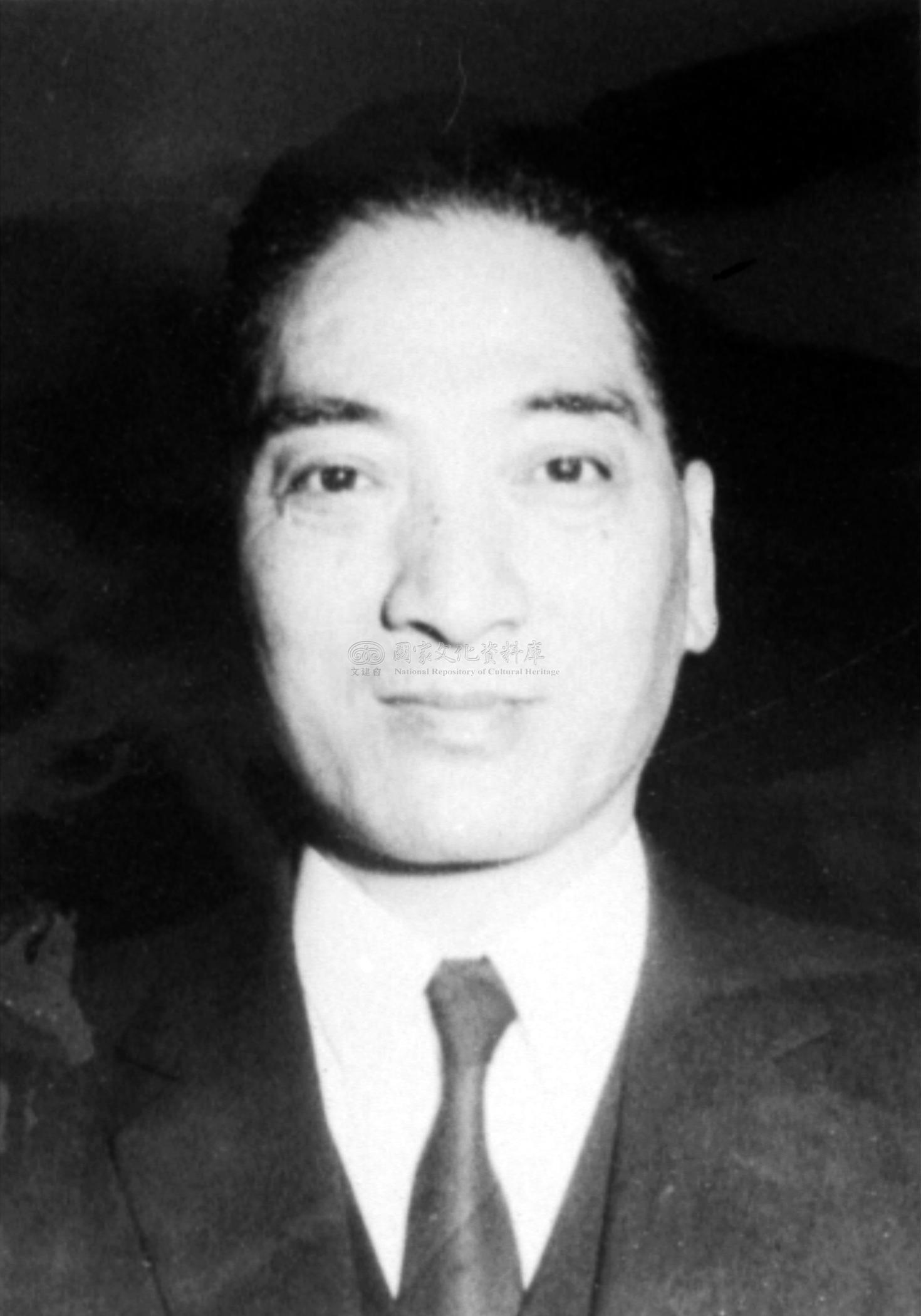
立法院院長：倪文亞
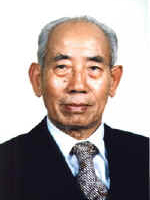
司法院院長：黃少谷
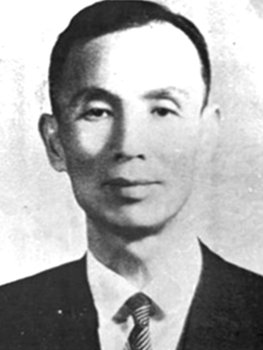
考試院院長：劉季洪
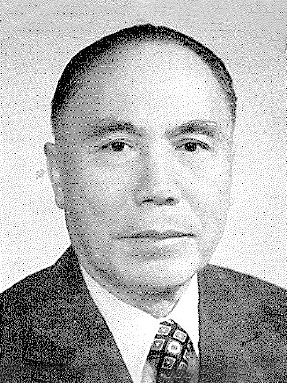
監察院院長：余俊賢

### 省政府主席

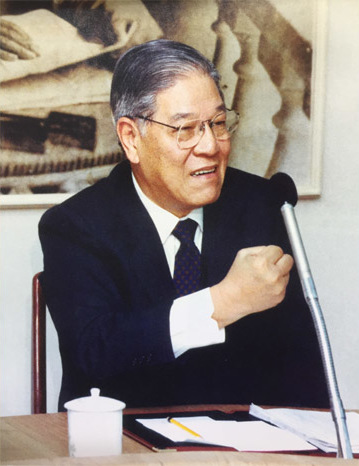
臺灣省政府主席：李登輝
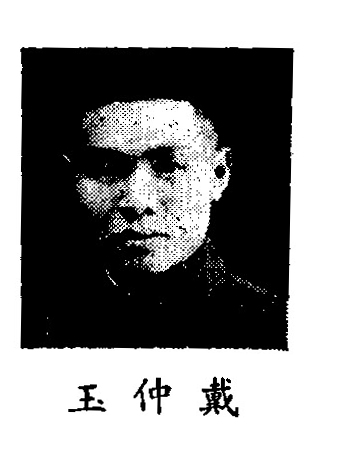
福建省政府主席：戴仲玉

### 成員變動

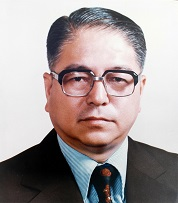
臺灣省政府主席：林洋港（轉任內政部部長）

## 大事記

### 1月
- 1月23日——臺北市外雙溪發生景美女中師生溺斃事件，由於臺北自來水事業處第三淨水場人員未依照正常作業程序，擅自進行外雙溪上游堤壩洩洪作業，且未確實警告下游民眾，使正於溪畔進行戶外活動的景美女中師生與其他民眾，遭受突發洪水衝擊，造成15人死亡。

### 3月
- 3月8日——新竹市發生臺鐵頭前溪橋事故，北上1002次自強號於新竹－竹北區間、頭前溪橋南，撞上闖越平交道的砂石車，砂石車及火車前四節車廂從橋上翻落河床，第五節車廂斜靠橋樑及河床間，造成31人死亡，130人輕重傷。
- 3月23日——中華奧會主席沈家銘與國際奧會主席薩瑪蘭奇在洛桑國際奧會總部簽訂了《國際奧會與中華臺北奧會協議書》，即《洛桑協議》。
- 3月29日——中國國民黨第十二次全國代表大會在陽明山中山樓揭幕，蔣經國親臨主持。[1]:450

### 4月
- 4月2日——中國國民黨第十二次全國代表第六次大會，一致通過推舉蔣經國連任中國國民黨主席[1]:451。大會中一致強調中國統一，必以自由民主為基礎[1]:451。大會正式通過「貫徹以三民主義統一中國案」，將「以三民主義統一中國」作為中國國民黨今後努力奮鬥之目標[2]:573。

### 6月
- 6月10日，中華民國與美國的大陸學者會議閉幕茶會召開，行政院院長孫運璿在致詞中提出，海峽兩岸的問題是「中國問題」而不是「台灣問題」，即中國大陸人民應否長期生活在共黨統治之下的問題、自由世界願意有一個唯我獨尊的共黨中國還是一個愛好和平的非共中國的問題。
- 楊金欉就任高雄市市長。

### 7月
- 7月3日，臺北市發生陳文成事件，致力於臺灣民主運動的旅美學者陳文成被發現陳屍於臺大研究生圖書館旁，真相至今未明。

### 8月
- 8月15日，中華民國與聖文森與格瑞那丁建交。
- 8月18日，韓國新任駐華大使金鍾坤抵達台灣履新[3]，
- 8月22日，苗栗縣發生遠東航空103號班機空難（三義空難），由臺北松山機場飛往高雄國際機場的遠東航空103號班機，在執行航班任務時，於空中解體並墜毀在苗栗縣三義山區，造成機上110人全數罹難。
- 8月25日，韓國大使金鍾坤向蔣經國總統呈遞國書[4]

### 9月
- 9月23日，美聯社記者周清月在報導「陳文成」事件時，述及『刑事鑑驗專家魏契與狄格魯特教授，曾對陳文成屍體進行解剖驗屍』，遭新聞局暫停採訪權。[5]

:294-295

### 10月
- 10月1日，臺東機場正式啟用。
- 10月10日，中華民國七十周年國慶。
- 10月30日，第18屆金馬獎於高雄市舉行頒獎典禮，由《假如我是真的》獲得最佳劇情片獎。

### 11月
- 11月14日，舉行縣市長選舉，在19位縣市長席次中，除了宜蘭縣、彰化縣、臺南市、屏東縣等4席由無黨籍人士取得外，其餘15席皆由中國國民黨取得。

### 12月
- 12月1日，參謀總長郝柏村上將就職。
- 12月25日，雲林縣斗六鎮、澎湖縣馬公鎮、苗栗縣苗栗鎮、南投縣南投鎮與臺南縣新營鎮，升格為縣轄市。

## 出生
参见： 1981年出生
- 1月5日——
  - 庭竹：歌手，是陶山前妻。
  - 林杏兒：政治人物。
- 1月7日——林郁智：諧星、演員、主持人。
- 1月9日——
  - 孫淑媚，歌手。
  - 楊子儀：演員。
- 1月10日——
  - 張嘉郡：政治人物。
  - 杜寅傑：棒球選手。
- 1月12日——鄭達鴻：棒球選手。
- 1月15日——陳致鵬：棒球選手。
- 1月17日——吳淑敏：歌手、演員、主持人。
- 1月18日——沈亞倫：棒球選手。
- 1月19日——金剛：演員、主持人，是在台灣出道的藝人，2009年赴香港發展至今。
- 1月20日——張民諺：棒球選手。
- 1月22日——
  - 柯有倫：歌手、演員，是柯受良之子。
  - 宋國鼎：政治人物。
- 1月23日——劉君儀：籃球運動員。
- 1月24日——張雲喬：主持人，是MOMO家族成員之一。
- 1月25日——許竹見：棒球選手。
- 1月26日——林毅安：歌手。
- 1月28日——黃致凱：導演、編劇、作家。
- 1月31日——郭鑫：演員、通告藝人。
- 2月1日——江和樹：政治人物。
- 2月2日——許哲珮：歌手、電台DJ、作曲家、音樂製作人。
- 2月7日——
  - 陳詩園：射箭選手。
  - 高志綱：棒球捕手。
- 2月11日——莊瑋全：棒球選手。
- 2月14日——陳至愷：演員、美術老師。
- 2月17日——林可彤：演員、模特兒。
- 2月18日——陳櫻文：主持人。
- 2月21日——王國進：棒球選手。
- 2月22日——鍾家寶：棒球捕手。
- 2月25日——
  - 韓宜邦：歌手、演員，是丸子成員之一。
  - 張之豪：政治人物。
- 2月26日——
  - 黃柏翔：鼓手，是MP魔幻力量前鼓手。
  - 石彥緯：棒球選手。
- 3月1日——趙彤：演員、主持人。
- 3月3日——
  - 陳正道：導演。
  - 沈鈺傑：球探、棒球教練。
- 3月7日——戴梅君：歌手。
- 3月8日——陳俊輝：棒球捕手。
- 3月9日——陳秉立：諧星、演員、主持人，是浩角翔起成員之一。
- 3月11日——潘武雄：棒球教練。
- 3月14日——蔡易餘：政治人物、律師。
- 3月16日——陳玉連：田徑運動員。
- 3月18日——
  - 梁一貞：歌手。
  - 陳志偉：棒球選手。
- 3月21日——陳彥儒：演員，是康凱長子。
- 3月22日——莊凱勛：演員。
- 3月23日——王芝龍：棒球選手。
- 3月25日——
  - 陽森，棒球選手，阿美族人。曾效力於中華職棒統一7-Eleven獅隊，守備位置為二壘手。
  - 陽卓勳：棒球選手。
  - 林恩宇：棒球教練。
- 3月28日——陳怡珍：政治人物，是陳亭妃之妹。
- 4月1日——劉心悠：演員、模特兒，是在香港出道並發展的台灣藝人。
- 4月2日——
  - 莊智淵，桌球運動員。
  - 陳家鴻：棒球選手。
- 4月7日——林雅惠：諧星、演員，是於《綜藝最愛憲》扮演「如花」一角而爆紅。
- 4月8日——鄭乃文：棒球教練。
- 4月10日——
  - 黃志瑋：演員、主持人。
  - 郭建宏：棒球選手。
- 4月12日——林凱：政治人物、社會運動人士。
- 4月15日——撒基努：演員、主持人、通告藝人。
- 4月18日——唐鳳：政治人物、程式設計師，現任數位發展部部長，曾任行政院政務委員。
- 4月19日——許志昌：棒球選手。
- 4月22日——張智峰：籃球教練。
- 4月24日——陳麗如：射箭選手。
- 4月25日——夏漢君：演員。
- 4月27日——陳振瑋：演員。
- 4月28日——王雅君：作詞家、作曲家、經紀人。
- 5月1日——林英傑：旅日棒球選手。
- 5月7日——林津平：棒球選手，現被終身禁賽。
- 5月10日——黃煜晏：醫師。
- 5月13日——黃健瑋：演員，是蔡亘晏之夫。
- 5月15日——
  - 哈孝遠：演員、主持人、通告藝人、籃球運動員。
  - 楊璟翊：舉重運動員。
- 5月16日——楊士萱：演員。
- 5月20日——陳乃榮：歌手、演員，是賴琳恩之夫。
- 5月22日——李康宜：演員。
- 5月24日——
  - 廖語晴：歌手、演員。
  - 叢慧芸：新聞主播。
  - 徐文：作曲家、音樂製作人。
- 5月27日——王宇婕：演員、主持人、通告藝人。
- 5月30日——張懸，本名焦安溥，歌手。
- 6月1日——安定亞：演員。
- 6月2日——曹錦輝，旅美棒球運動員。
- 6月4日——林家緯：棒球捕手。
- 6月6日——蘇達：演員、導演、編劇、主持人、馬拉松愛好者。
- 6月8日——
  - 陳衣宸：歌手。
  - 徐敏：演員。
- 6月9日——周渝民，演員，歌手，F4成員。
- 6月12日——呂維胤：政治人物。
- 6月15日——李伯恩：歌手，是自由發揮成員之一，曾為綠逗鼓手、原諒我大樂隊主唱。
- 6月16日——楊蒨時：超級偶像參賽者、台灣那麼旺參賽者。
- 6月18日——陳嘉樺，歌手及演員。
- 6月19日——朱安禹：主持人，原是YOYO家族成員，2007年轉入MOMO家族成員。
- 6月23日——莫子儀：演員。
- 6月25日——
  - 李亮瑾：演員。
  - 王俊仁：棒球選手。
- 6月29日——高瑞欣：超級偶像參賽者。
- 7月5日——
  - 吳中天：演員、導演。
  - 林怡君：射擊教練。
- 7月6日——時煒：足球運動員。
- 7月12日——詹曼鈴：歌手。
- 7月13日——林愛龍：政治人物、環保運動人士，曾任行政院海洋委員會委員。
- 7月14日——許富翔：導演，是陳意涵之夫。
- 7月15日——錢帥君：歌手、演員、模特兒、通告藝人，是J.A.M成員之一。
- 7月17日——
  - 徐子婷：模特兒，是應采靈長女。
  - 張惇涵：幕僚、政治人物，是陳璽鈞之夫，現任總統府副秘書長，曾任蔡英文競選辦公室新聞部副主任、桃園市政府新聞處處長。
  - 李武陵：軍事人物，是中華民國政府遷台後首位於西點軍校畢業的軍官。
- 7月21日——洪昇揚：導演。
- 7月22日——亞里：演員、主持人。
- 7月23日——
  - 郭泓志：棒球選手。
  - 賴冠華：自由車選手。
- 7月28日——黃小偉：棒球選手。
- 7月30日——陳佩妏：編劇、小說家，是電視劇《比悲傷更悲傷的故事》編劇之一。
- 7月31日——鄭照新：幕僚、政治人物，曾任江啟臣辦公室助理、高雄市政府新聞局局長。
- 8月2日——
  - 游喧：歌手、演員，是ID & MASA成員之一。
  - 朱尉銘：棒球選手。
- 8月10日——許志華：棒球選手，現被終身禁賽。
- 8月16日——胡家瑋：演員、作家。
- 8月18日——
  - 華天灝：歌手、導演，執導過《不老騎士》，曾是L.A.四賤客成員。
  - 何子凡：政治人物。
- 8月19日——唐豐：演員。
- 8月22日——吳長愷：主持人、超級模王大道參賽者。
- 8月24日——
  - 汪東城，歌手及演員。
  - 張志豪：政治人物。
- 8月25日——阿爆：歌手、演員、主持人。
- 8月27日——
  - 詹雯婷：歌手，是飛兒樂團第一任主唱。
  - 連詠心：音樂總監，是連戰之女、連惠心之妹。
- 8月28日——陳嘉行：主持人。
- 8月30日——林鴻鳴：歌手。
- 9月5日——WAVE G：編曲家。
- 9月10日——江柏青：棒球選手。
- 9月12日——
  - 何官錠：作曲家、編曲家、鍵盤手、音樂製作人。
  - 夏振皓：魔術師、演員、主持人。
- 9月16日——張家慧：演員。
- 9月23日——陳映之：導演。
- 9月26日——林筱琦：花式撞球選手。
- 10月1日——
  - 吳映軒：YouTube網紅。
  - 吳沁婕：作家、主持人、昆蟲學教師。
- 10月2日——
  - 卓依婷：歌手、歌手。
  - 郭葦昀：歌手、演員。
  - 方靖仁：足球運動員、助理教練。
- 10月3日——
  - 詹宇豪：歌手，是南拳媽媽第一代成員之一。
  - 李佩穎：演員。
  - 陳婉婷：演員。
- 10月4日——李怡慧：體育主播。
- 10月5日——張正平：圍棋棋士。
- 10月7日——劉虹翎：歌手，是劉虹嬅之妹。
- 10月9日——李柏毅：政治人物。
- 10月10日——許峰賓：棒球選手。
- 10月11日——顏志中：棒球選手，現被終身禁賽。
- 10月13日——黃小柔：歌手、演員、主持人，是4 In Love成員之一。
- 10月14日——邱澤：歌手、演員、賽車手、排球運動員，是許瑋甯之夫。
- 10月16日——郭岱琦：棒球選手，是郭岱詠之弟。
- 10月18日——曹仕翰：導演、編劇。
- 10月19日——吳采妮：新聞主播。
- 10月22日——
  - 吳佩珊：歌手，是One Fifth成員之一。
  - 張豊猷：圍棋棋士。
- 10月23日——王勇熙：棒球選手。
- 10月24日——
  - 黃少谷：歌手、演員、吉他手，是強辯樂團主唱。
  - 鄭閔韓：棒球選手。
- 10月25日——
  - 楊博超：棒球教練、棒球捕手。
  - 姜鳳君：籃球運動員。
- 10月26日——周思齊：棒球選手。
- 10月31日——任家萱：歌手、演員、主持人，是任容萱之姊，為S.H.E成員之一。
- 11月3日——
  - 錢君銜：演員，是錢君仲之兄。
  - 錢君仲：演員，是錢君銜之弟。
  - 邱個：貝斯手、主持人、賽事播報員，是回聲樂團貝斯手。
- 11月5日——
  - 曹嘉豪：政治人物。
  - 林資惠：健力運動員。
- 11月11日——
  - 許維恩：演員、模特兒、企業家，是維恩原創公司執行長。
  - 李至正：演員、模特兒。
- 11月14日——張世賢：演員。
- 11月16日——姚采穎：演員、模特兒、助理教授。
- 11月18日——曾少宗：歌手、演員，是可米小子成員之一。
- 11月20日——李燕：演員。
- 11月24日——劉姿麟：新聞主播。
- 11月25日——宋妍甄：超級偶像參賽者。
- 11月27日——
  - 謝忻：演員、主持人、通告藝人。
  - 楊貽茜：作家、導演、小提琴家，是楊琬茜之姊，執導過《寶米恰恰》。
  - 楊琬茜：作曲家、小提琴家，是楊貽茜之妹。
- 11月28日——林葦茹：模特兒。
- 12月1日——安伯政：歌手、演員。
- 12月2日——劉元凱：田徑運動員。
- 12月4日——林宗男：棒球教練。
- 12月11日——
  - 吳俊宏：歌手、布袋戲迷。
  - 邱臣遠：政治人物、銀行業務員。
  - 曾家賢：棒球選手。
  - 林慧美：籃球教練。
- 12月13日——楚宣：演員。
- 11月14日——蔡柏璋：講師、導演、編劇、劇團總監。
- 12月16日——
  - 朱俐靜：歌手。
  - 何佩芸：演員。
- 12月19日——李珞晴：演員、導演、教師。
- 12月21日——吳宇舒：新聞主播。
- 12月24日——嚴立婷：演員、主持人、通告藝人。
- 12月26日——王威元：政治人物。
- 12月30日——吳修帆：棒球選手。
- 12月31日——
  - 郭彥均：演員、主持人、通告藝人，是郭彥甫之兄。
  - 郭彥甫：演員、主持人、通告藝人，是郭彥均之弟。

## 逝世
參見：1981年逝世
- 6月6日——劉博文，政治人物，第5、6任臺南縣縣長。上吊自殺。
- 7月3日——陳文成，旅美數學家，1981年返臺時遭警總約談，陳屍於臺大圖書館，引發陳文成事件。（1950年出生）
- 10月30日——呂錦花，女權運動者、政治人物。戰後曾任臺北市議員、臺灣省議員。1950年代保護養女運動發起人。（1909年出生）
- 11月20日——葉公超，作家、外交官。曾任中華民國外交部長、駐美大使。（1904年出生）
- 12月27日——洪遜欣，法律學者。日治時期曾任廣島、岡山判事，戰後出任台灣大學法律系教授、中華民國司法院大法官。（1914年出生）